# Ulrike Alex

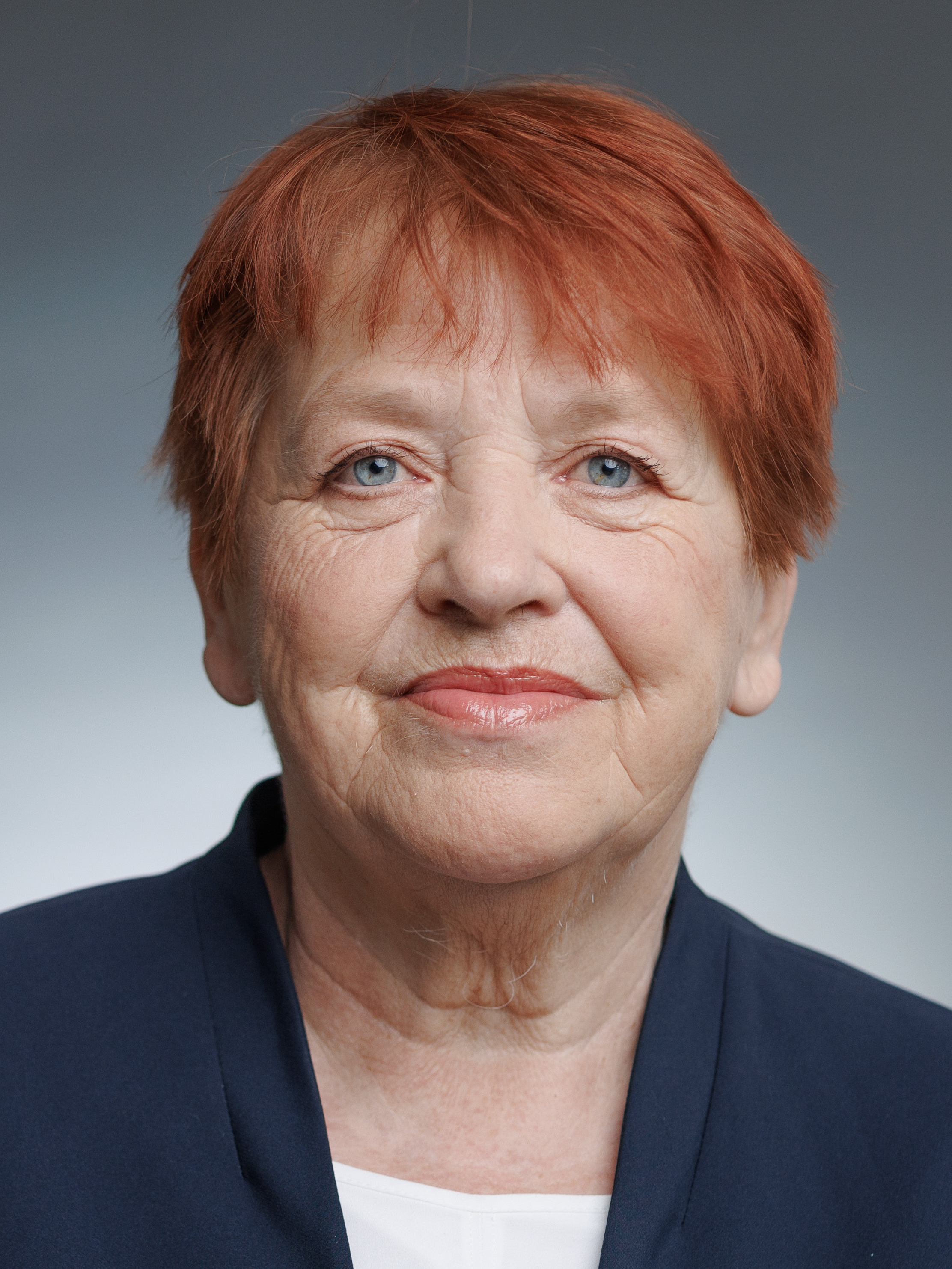
Ulrike Alex (2022)

Ulrike Alex (* 6. September 1956 in Bremen) ist eine deutsche Pädagogin und Politikerin (SPD). Sie war von 2014 bis 2024 Abgeordnete im Hessischen Landtag.

## Leben
Ulrike Alex kam im Kindesalter nach Achim und schloss dort den Schulbesuch mit dem Abitur ab. Sie studierte an der TU Braunschweig Deutsch und Geschichte für das Lehramt an Gymnasien mit dem zweiten Staatsexamen als  Abschluss nach einem Referendariat in Salzgitter. Nach Tätigkeiten im Bereich der Erwachsenenbildung ist sie seit 2000 Lehrerin in Dietzenbach. Sie ist die Mutter von zwei Söhnen.

## Politik
Alex gehört der SPD seit 1989 an und wurde 1993 in die Stadtverordnetenversammlung von Dietzenbach gewählt. Hier war sie bis zu ihrem Ausscheiden 2021 Vorsitzende der SPD-Fraktion. Zusätzlich vertritt sie ihre Partei seit 2011 im Kreistag des Kreises Offenbach.
Bei den Landtagswahlen in Hessen 2008, 2009, 2013 und 2018 trat sie im Wahlkreis Offenbach Land II an. Hier unterlag sie zunächst zweimal gegen Volker Hoff und dann zweimal gegen Ismail Tipi. Ihr gelang jedoch bei den Wahlen 2013 und 2018 der Einzug in den Landtag über einen Listenplatz der Partei. In der 20. Legislaturperiode des hessischen Landtags war sie Sprecherin ihrer Fraktion für Behindertenpolitik, Senioren und Queer. Nach der Landtagswahl 2023 schied sie aus dem Landtag aus.